# Jezzar Pasja
Ahmed Pasja al-Jezzar (Arabisch: أحمد باشا الجزّار; Fatnica, ca. 1720/1730 – Akko, 7 mei 1804) was de Ottomaanse gouverneur van de Eyalet Sidon. Hij vervulde deze functie ook enkele malen voor het Eyalet Damascus. Hij verkreeg zijn bijnaam Jezzar ("de slachter") vanwege zijn wrede optreden naar de lokale bevolking.

## Biografie

### Vroege jaren
Jezzar was afkomstig uit Bosnië en kwam pas op later leeftijd, toen hij rond de twintig was, in Egypte terecht. Hij werd vervolgens geaccepteerd bij de Mammelukken en groeide uit tot een sterke krijger die loyaal was aan zijn meester. Vanwege deze trouw nam hij niet deel aan een verraderlijk complot en moest Jezzar op de vlucht slaan.
Hij kwam vervolgens in Libanon terecht en ging daar als huurling vechten. Zo vocht hij mee in de oorlogen tussen de Ottomaanse gouverneur van Sidon, Zahir al-Umar, en de Mammelukken. Na de dood van Umar volgde hij hem in 1775 op als wali.

### Gouverneurschap
Tijdens zijn periode als gouverneur kon Jezzar grotendeels autonoom regeren, maar hij bleef wel loyaal aan het Ottomaanse Rijk. Net zoals zijn voorganger Umar profiteerde hij van monopolie op katoen, graan en olijfolie en de handel met de Europese markten. In 1785 werd hij ook wali van Damascus en op dat moment was Jezzar op het hoogtepunt van zijn macht.

### Mammelukkenopstand
In mei 1789 kreeg Jezzar te maken met een opstand binnen zijn gelederingen van de mammelukken. Jezzar raakte op 8 mei op de hoogte van enkele relaties tussen zijn mammelukken en een paar vrouwen in zijn harem en hakte daarop de armen van enkele mammelukken af. De volgende dag arresteerde hij een volgende groep waarop de nodige mammelukken ook tegen hem in opstand kwamen. Ze wisten hun heenkomen te vinden in de toren van het kasteel van Akko en pas na bemiddeling van de moefti liet hij de opstandige mammelukken vertrekken.
Ook de andere mammelukken van Jezzar kwamen vervolgens in opstand tegen hem. Ze trokken op naar Tyrus dat weigerde haar poorten open te doen en uiteindelijk plunderden de troepen de stad. Dit bleek een kantelpunt in de opstand te zijn. Toen de opstandelingen op 3 juni Akko hadden bereikt had Jezzar in de tussentijd de verdedigingswerken van de stad laten verbeteren. In het nachtelijke gevecht dat volgde wist Jezzar Sulayman en Selim Pasja, de rebellenleiders, te verslaan. De leiders sloegen op de vlucht en dat maakte een einde aan de opstand.

### Franse expeditie

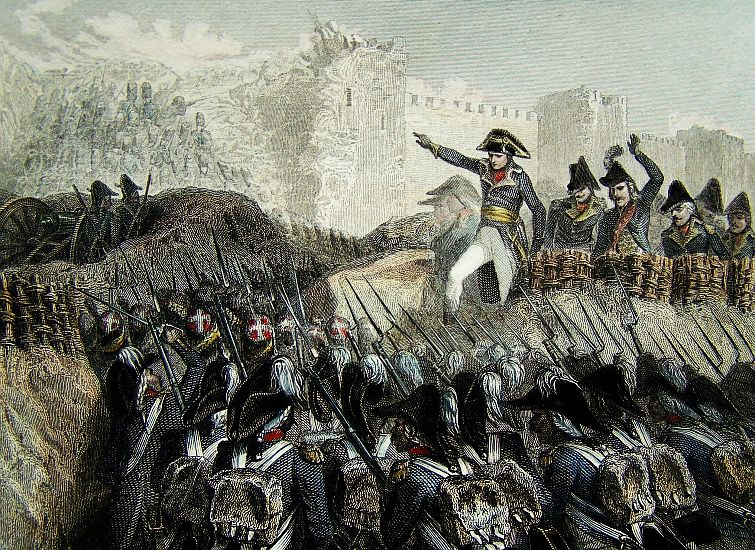
Het beleg van Akko door Napoleon

In 1798 arriveerde er een Franse troepenmacht onder leiding van generaal Napoleon Bonaparte in Egypte. Bonaparte had weinig moeite met het verslaan van de lokale troepenmacht. Ibrahim Bey vluchtte uit Egypte weg en zocht zijn toevlucht bij Jezzar. In reactie op deze invasie verzamelde Jezzar Pasja een troepenmacht in Akko om het tegen de Fransen op te nemen, maar de Franse generaal trok in februari 1799 zelf richting Syrië op.
Toen Bonaparte Akko bereikte op 19 maart deed hij Jezzar een schikkingsvoorstel. De pasja ging hier niet op in en reageerde door de christelijke bevolking van Akko af te slachten. Bonaparte voerde diverse aanvallen uit op Akko en na de mislukte aanval van 10 mei besloot hij het beleg op te geven. De succesvolle verdediging van Akko werd enthousiast begroet aan het Ottomaanse hof in Constantinopel.

### Laatste jaren
Sulayman Pasja, die in 1799 nog in opstand was gekomen tegen Jezzar, keerde in 1802 bij zijn oude meester terug en deze ontving hem met open armen. Hij benoemde Sulayman tot mutasallim van Sidon en stuurde hem direct op een militaire campagne tegen Amir Bashir. Na de dood van Jezzar volgde Sulayman hem ook op als wali.